# Alianza Fútbol Club
L'Alianza Fútbol Club és un club de futbol salvadorenc de la ciutat de San Salvador.

## Història
El club va ser fundat el 1958 amb el nom d'Atlético Constancia per una empresa de cervesa del mateix nom. Poc després adoptà el nom d'Alianza Intercontinental en ser comprat pel peruà Mr. Hochkoeppler, qui era seguidor de l'Alianza Lima. Aquest era propietari de l'hotel Intercontinental, d'aquí la segona part del nom. Ràpidament assolí importants èxits en guanyar les lligues de 1966 i 1967. Fou el primer club centre-americà en guanyar la Copa de Campions de la CONCACAF, el 1967.

## Palmarès
- Lliga salvadorenca de futbol: 9
  - 1965-66, 1966-67, 1986-87, 1989-90, 1993-1994, 1996-1997, 1998 Apertura, 2001 Apertura, 2004 Clausura
- Copa Santa Ana: 
  - 1979
- Copa de Campions de la CONCACAF: 1
  - 1967
- Copa de la UNCAF de clubs: 1
  - 1997